# Schädeldeformation

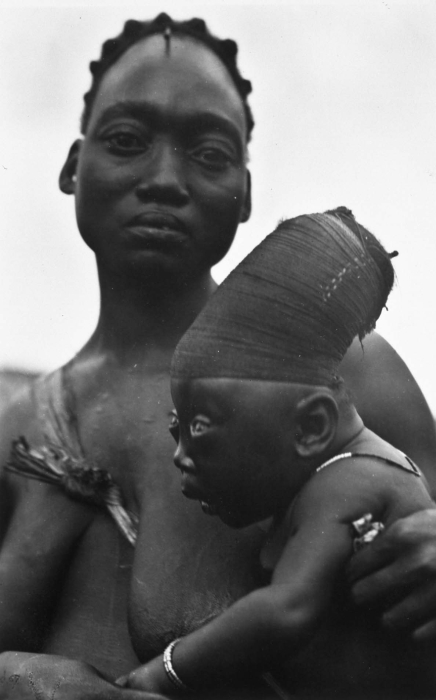
Mangbetu-Mutter mit Säugling, Kongo, zwischen 1929 und 1937, Tropenmuseum, Amsterdam

Als Schädeldeformation (Schädeldeformierung, Schädelverformung; Kopfdeformation, künstliche Kopfdeformität) bezeichnet man sowohl die reversible als auch die irreversible Verformung des Schädels. Diese entsteht meist dadurch, dass auf den noch weichen Säuglings- beziehungsweise Kinderschädel entweder über längere Zeit eine einseitige leichte Belastung (z. B. durch immer gleiche Schlafposition) oder kurzfristig eine starke Belastung (z. B. durch engen Geburtskanal, Geburtszange) einwirkt. Schädeldeformationen sind sowohl in der Medizin als auch in der Ethnologie ein geläufiger Begriff.
Mindestens bis ins 20. Jahrhundert, in milden Formen möglicherweise noch heute, wurden Schädeldeformationen auch künstlich vorgenommen. Diese Eingriffe mussten, um keinen allzu großen gesundheitlichen Schaden hervorzurufen, in der frühen Kindheit, meist durch Einschnürungen oder Bandagieren, hervorgerufen werden. Dabei wurde jedoch das starke Hervortreten der Augen bemerkt. Während der Völkerwanderungszeit waren solcherlei Deformationen auch zwischen Mitteleuropa und Zentralasien verbreitet. Sie wurde von reiternomadischen Stämmen auf der Flucht vor den Hunnen westwärts getragen und dort von germanischen Völkern übernommen.

## Medizin
Schädeldeformationen (in der Medizin auch Schädelasymmetrie) können aus verschiedenen Gründen entstehen: Zum einen können sie als Geburtsfolge bei zu starker Einwirkung einer Geburtszange oder bei zu engen Geburtswegen auftreten. In diesem Fall ist die Deformation meist nur vorübergehend.
Eine Schädelasymmetrie kann auch durch stärkere Einwirkungen auf den Schädel über eine längere Zeit, z. B. durch falsches und einseitiges Liegen, verursacht werden.
Im dritten Fall ist die Schädeldeformation eine Folge angeborener oder in den ersten Monaten erworbener Gehirnveränderungen. Diese sind meist dauerhaft. Dazu zählen:
- Wasserkopf (Hydrocephalus)
- Großköpfigkeit (Makrozephalie)
- Kleinköpfigkeit (Mikrozephalie)
- Turmschädel (Turrizephalus, Pyrgocephalus[8])

Bei der beabsichtigten, in der Völkerkunde und den historischen Wissenschaften beobachteten Deformierung ging man bis vor wenigen Jahren davon aus, dass es keine negativen Folgen für die Gesundheit der Betroffenen gebe. Es scheint jedoch, als seien diese häufiger von bestimmten Krankheiten betroffen. Zu den Folgeerscheinungen zählen etwa das häufigere Vorstehen der oberen Zahnreihe, eine Arthrose der Kiefergelenke und die Verengung der Augenhöhlen.

## Geschichte und Ethnologie

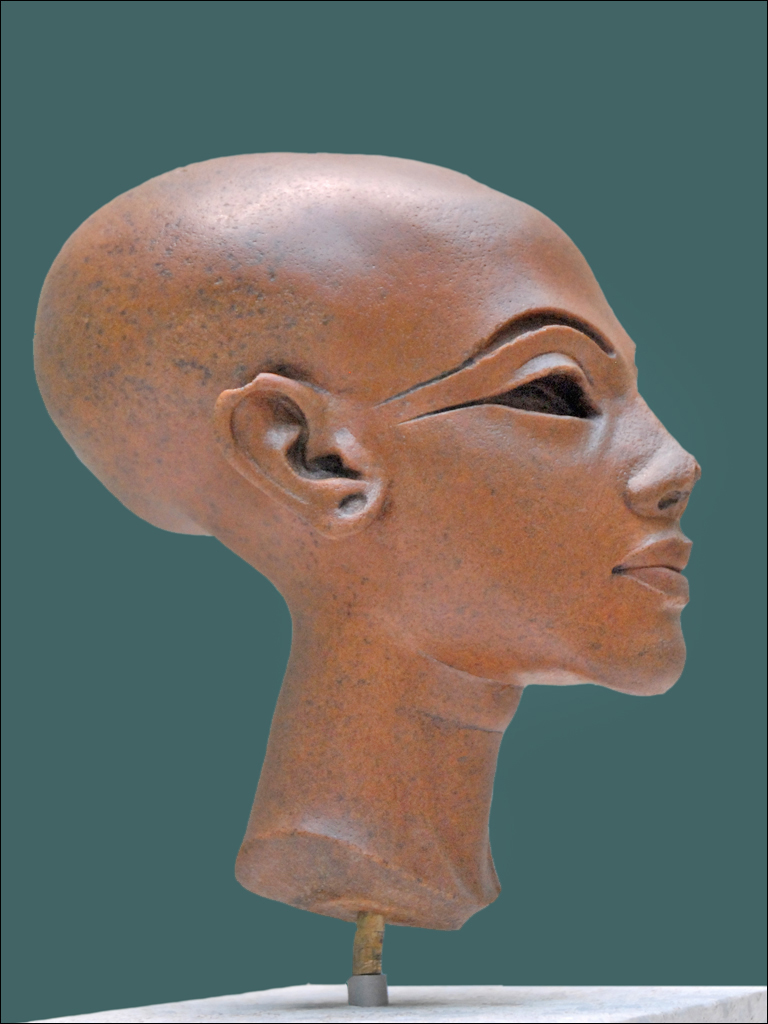
Kopf einer Prinzessin der Amarna-Zeit Ägyptens (18. Dynastie), Quarzit, Neues Museum, Berlin

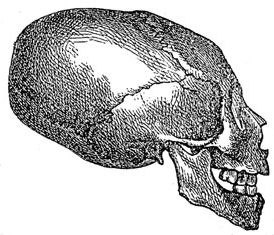
Schädel von der Halbinsel Krim, der im 19. Jahrhundert fälschlicherweise den Awaren zugeschrieben wurde

Die ältesten Deformationen sind an Neanderthalerschädeln in Shanidar (43.000 v. Chr.) zu beobachten. Allerdings wurden hieran Zweifel geäußert. Als gesichert gelten hingegen entsprechende Funde aus der Jungsteinzeit. Italienische und ungarische Funde belegen die Sitte vor bis zu 10.000 Jahren. Die ältesten Funde stammen aus dem 9. Jahrtausend v. Chr., wobei Funde aus dem Kaukasus und der Ukraine wesentlich später erscheinen als Funde im Nahen Osten.
Als noch älter gilt eine andere Form der Schädelmanipulation, die Eröffnung eines Loches im Schädel, die sogenannte Trepanation. Als weitere Manipulation im Kopfbereich erschien das Entfernen der Schneidezähne, das während der Jungsteinzeit in Italien und in Nordafrika während des Ibéromaurusien fassbar ist (Schädel Hattab II, Nordmarokko, 8900 ± 1100 BP).

### Von der Antike bis zum frühen Mittelalter
Der griechische Arzt Hippokrates berichtet im 5. Jahrhundert v. Chr. von dem Volk der Makrokephaloi, das seinen Kindern nach der Geburt erst mit der Hand und später mit Bandagen den Kopf deformiert. Er glaubte, diese einmal vorgenommene Manipulation sei erblich, wie Blauäugigkeit. Kurt Pollak vermutete ein Bedürfnis nach äußerlicher Unterscheidbarkeit der „Vornehmen“ „von den übrigen Menschen“. Archäologisch kann nur in Einzelfällen eine höhere soziale Stellung anhand der Grabausstattung belegt werden. Schädelverformungen gab es auch auf Kreta.

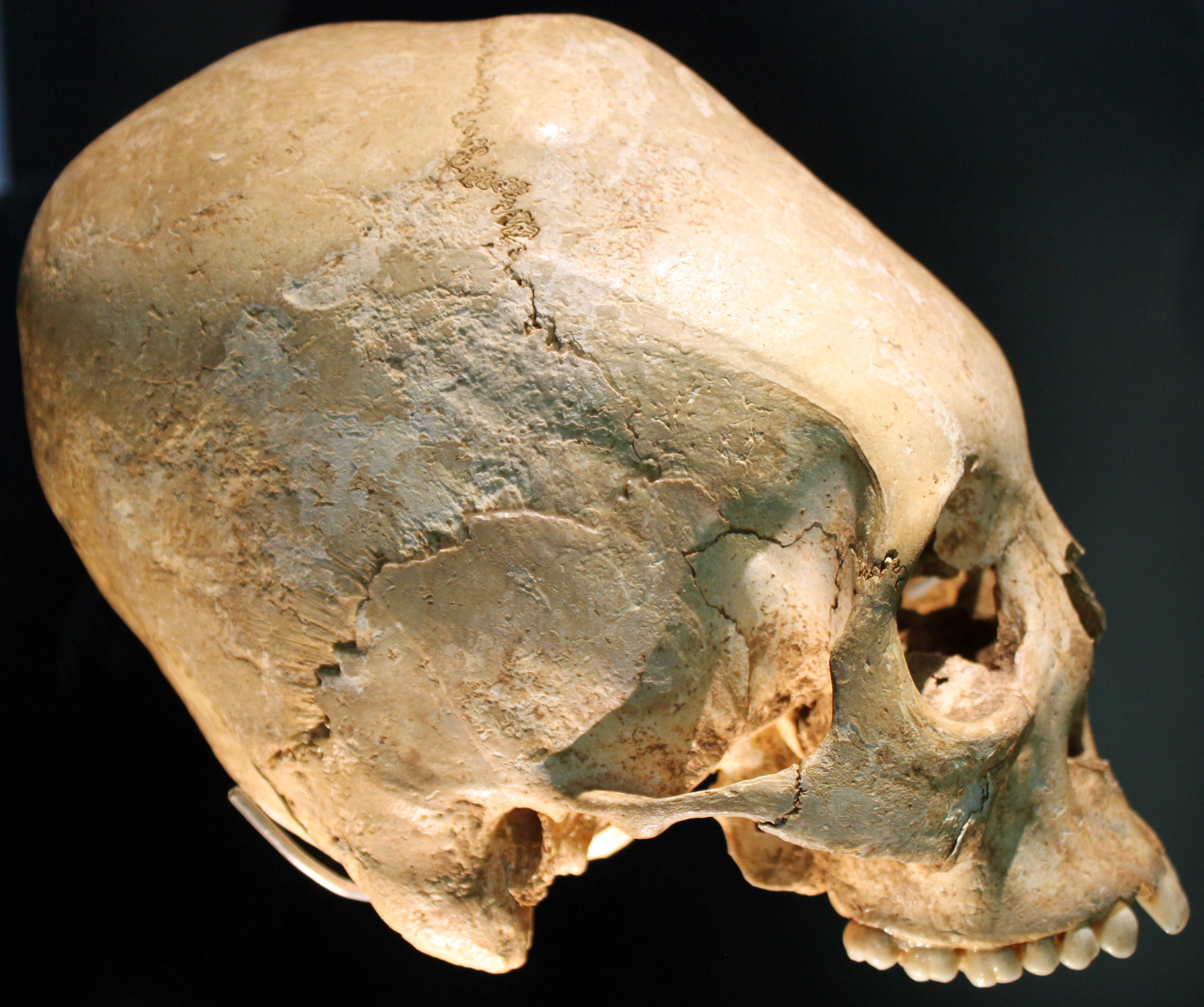
Deformierter Schädel einer Alamannin der Völkerwanderungszeit

Deformierter Schädel einer jungen Frau, wahrscheinlich einer Alanin, Museum von Yverdon

Die meisten beabsichtigten Schädeldeformierungen in Eurasien stammen aus dem 1. bis 7. Jahrhundert. Als Ursprungsort wird Zentralasien angenommen, wo sie sich im 1. Jahrhundert belegen lassen. Ethnisch werden sie den Hunnen zugewiesen.
Schädeldeformationen sind im 5. und 6. Jahrhundert gelegentlich an Grabfunden der von den Hunnen unterworfenen oder beeinflussten Völker wie den Goten, Gepiden (in diesen Fällen bis in das 6. Jahrhundert), Thüringern, Alamannen, Franken (bei den letzten beiden eher selten, 7. Jahrhundert), Bajuwaren (mindestens 20 Schädel an 7 Fundstellen, vor allem am Reihengräberfeld Straubing-Bajuwarenstraße an einem Mann und 10 Frauen), Heruler, Langobarden und Burgundern nachweisbar. Der 1925 von Friedrich Holter publizierte deformierte Schädel der Frau von Obermöllern gehört zu den typischen meist weiblichen Deformationen. Dabei wurde der Kopf mit fest geschnürten Bandagen vom Kindesalter an in eine längliche Form gebracht.
2006 waren in Deutschland 64 Funde mit nachweislichen Schädeldeformationen bekannt, aus der Schweiz 15 und aus Frankreich 43. Die frühesten Gräber lassen sich in Österreich in die erste Hälfte des 5. Jahrhunderts datieren, während deformierte Kinderschädel vom Ende des 5. oder aus dem 6. Jahrhundert nicht mehr nachgewiesen sind. Auch in Ungarn nahm die Zahl der deformierten Kinderschädel nach der Mitte des 5. Jahrhunderts drastisch ab. Am Fundplatz Wien-Mariahilfer Gürtel ließ sich belegen, dass die Sitte etwa im Laufe des letzten Drittels des 5. Jahrhunderts aufgegeben wurde. Zwar hängt dies wohl mit dem Ende des Attila-Reiches ab 453 zusammen, denn bei Kindern verschwindet die Sitte schon früher. Doch der Brauch, die Verstorbenen ohne Keramikbeigaben zu bestatten, belegt eine Siedlungskontinuität vom 5. bis zum 7. Jahrhundert.
Mittels Isotopenuntersuchungen ließ sich zeigen, dass die Betroffenen meist ortsfest lebten. Es handelte sich demnach nicht um Zugewanderte, die etwa durch Ehekontrakte von anderen Stämmen in das Fundgebiet gelangt waren. Damit konnte wahrscheinlich gemacht werden, dass es sich um Nachahmungsprozesse der nomadischen Kultur durch die germanischen Gruppen handelte. Joachim Werner nahm als erster an, dass die Sitte durch die Hunnen verbreitet wurde. Doch ein Teil der Individuen mit Schädeldeformation ernährte sich anders als der Durchschnitt der lokalen Bevölkerung. Sie konsumierten Getreidesorten, die in Mitteleuropa nicht heimisch waren. Untersuchungen an einer Frau aus Burgweinting (Regensburg) ergaben, dass sie sehr wahrscheinlich mütterlicherseits asiatischer Abstammung war, jedoch nach der Strontiumisotopie eine lokale Signatur aufweist.
Oft, so mutmaßte man, hatte die Schädeldeformation eine soziale Bedeutung und war der Oberschicht vorbehalten. Die anhand ethnologischer Vergleiche gezogene Schlussfolgerung, es habe sich um Angehörige adliger Gruppen gehandelt, ließ sich anhand der oftmals bescheidenen Grabausstattungen nicht bestätigen. Hier sind wohl eher Assimilationsprozesse an eine zeitweilig als überlegen erachtete Kultur in Betracht zu ziehen.

### Neuzeit

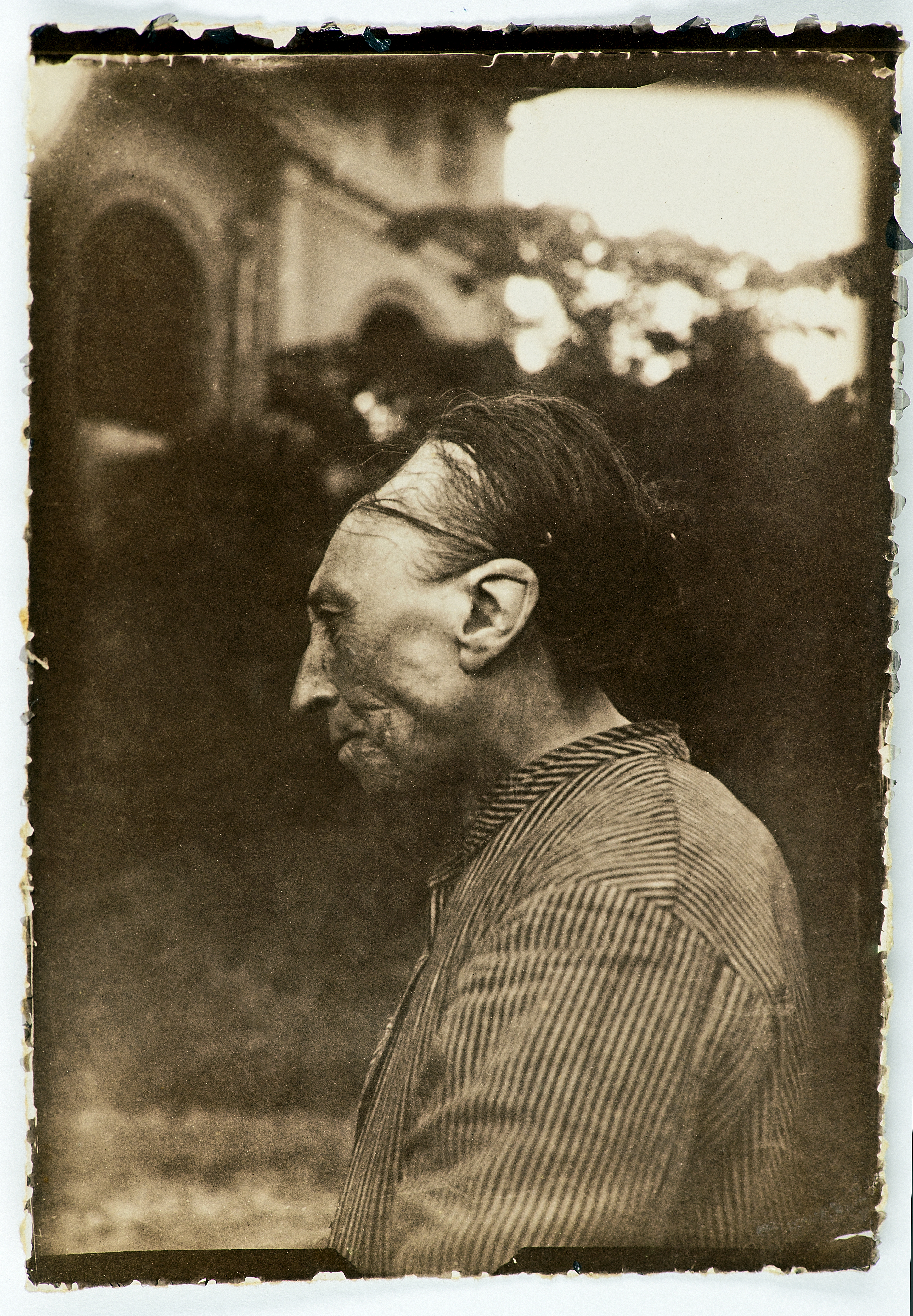
„Toulouse-Deformität“

Der französische Arzt Fernand Delisle (1848–1911) berichtete Ende des 19. Jahrhunderts von Schädelverformungen in den französischen Departements Haute-Garonne und Seine-Maritime. Seinen Schätzungen zufolge besaßen 15 % der Männer und 10 % der Frauen verformte Schädel.
Diese wurden durch Kinderhauben und Kopfbänder verursacht. Die Mädchen trugen diese Kopfbedeckung meist bis zur Verheiratung, die Jungen hingegen nur bis zum achten Lebensjahr. Diese Tradition im 14./15. Jahrhundert ging wohl von Belgien aus und wurde in den südfranzösischen Regionen bis Ende des 18. Jahrhunderts ausgeübt.

### Asien, Südamerika, Afrika

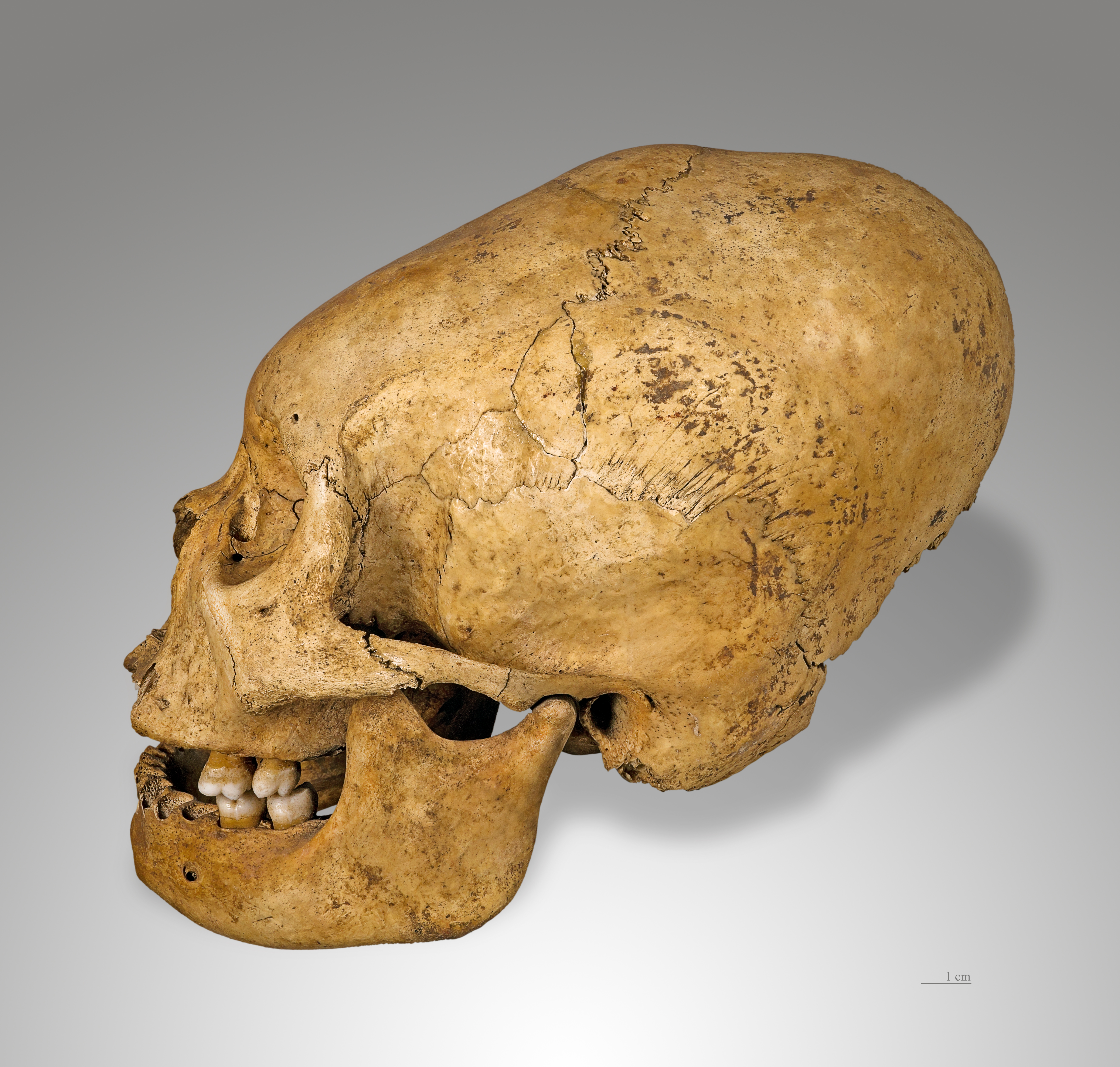
Schädeldeformation, Nazca-Kultur (200 bis 100 v. Chr.)

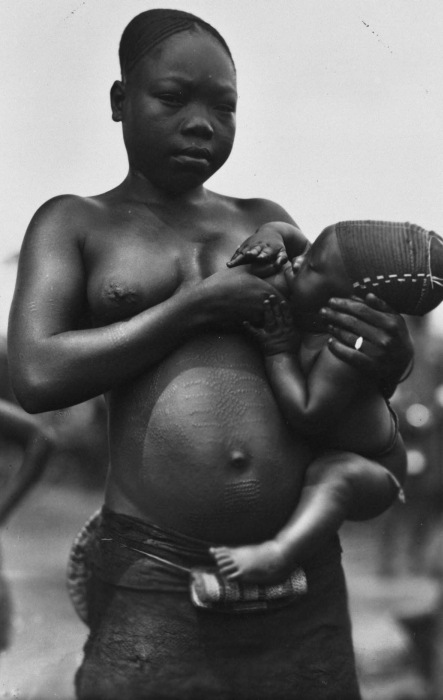
Stillende Mangbetu-Mutter mit Säugling, dessen Kopf bandagiert ist, Casimir Zagourski, zwischen 1929 und 1937, Kongo, heute im Tropenmuseum, Amsterdam

In Asien gab es Kopfdeformationen in Südasien (besonders Indien) und in Kleinasien.
Besonders viele deformierte Schädel fand man in Mittel- und Südamerika in Gräbern der Maya, der Nazca, der Inka oder anderer Andenvölker. Ein deformierter Kopf galt vermutlich auch hier als schön und adelig. Auch einige nordamerikanische Indianerstämme, die Chinook, deformierten die Schädel ihrer Kinder.
Einige Völker, wie die Mangbetu im Nordosten der Demokratischen Republik Kongo, deformierten früher absichtlich ihren Säuglingen mit Brettern und Bandagen die Schädel.

### Intentionale und unbeabsichtigte Verformung, Motive
Bei einer Schädeldeformation (in der Völkerkunde auch Kopfdeformation) wurde der Hinterkopf abgeflacht und verlängert oder die Stirn abgeflacht. Eine solche Schädeldeformierung stellt eine von Eltern oder Angehörigen durchgeführte, unumkehrbare Veränderung der Schädelform in der frühen Kindheit dar. Diese Praxis ist häufig eine elterliche Investition an Zeit und Energie in die Zukunft ihres Kindes. Das Kind selbst kann sein Einverständnis nicht geben. Diese intentionale Verformung muss von der unbeabsichtigten unterschieden werden, denn auch Fehllagerungen des Säuglings können ähnliche Wirkungen erzielen. Auch wenn eine der beiden Kranznähte (Schädelnaht zwischen Stirn- und Scheitelbein) verwächst, bildet sich ein „Schiefschädel“. Verwächst die Scheitelnaht (Schädelnaht zwischen den beiden Scheitelbeinen), bildet sich ein Kahnschädel.
Drei Motive lassen sich aus ethnologischen Studien erschließen. Zum einen handelte es sich oft um ein Mittel, ein bestimmtes Schönheitsideal zu erreichen, was insbesondere für Frauen angenommen wurde. Zum anderen grenzten sich häufig höhergestellte soziale Gruppen damit ab. Schließlich sollten Männer auf diese Art ein kriegerisches Aussehen erhalten.
Rudolf Virchow ging davon aus, dass es eine Entwicklung von der zufälligen zur absichtlichen, von der einfachen zur komplizierten Deformierung gegeben habe. Da die Erscheinung überall anzutreffen war, sei es bei den Aschanti und Mangbetu Afrikas oder auch bei den Chinook Nordamerikas, schien es außer dem Abgrenzungsbedürfnis der führenden Gruppen kein Motiv zu geben. Daneben tauchten, je nachdem, welche Fragestellungen im Mittelpunkt der Gesellschaft standen, Nützlichkeitserwägungen auf, wie das Lastentragen, die Jagd oder der Schutz vor Verletzungen, die körperliche und seelische Stärkung, das Schönheitsideal, die Abgrenzung von anderen „Rassen“, sogar die Unterscheidung vom Tier.
Auch die Auslösung des Phänomens durch eine Anomalie, die genetisch bedingte Kraniosynostose, wurde in Erwägung gezogen. Dabei handelt es sich um eine vorzeitige Verknöcherung einer oder mehrerer Schädelnähte. Das normale Wachstum des Schädels ist dadurch nicht möglich und ein kompensatorisches Wachstum mit ungewöhnlichen Schädelformen tritt ein.